# Candice Pascal
Pour les articles homonymes, voir Pascal.
Candice Pascal est une danseuse française, née le 2 décembre 1984 à Agen. Elle est également comédienne et mannequin.
Elle est principalement connue pour sa participation à l'émission télévisée Danse avec les stars depuis 2011 sur TF1.

## Biographie
Le père de Candice Pascal, Christian, est le fondateur et animateur de l'école de danse Le Dansérium à Agen. C'est dans cette école que Candice fera ses premiers pas de danse au côté de son frère Nicolas.
À l'âge de six ans, elle commence le théâtre, puis à l'âge de sept ans la danse qu'elle pratique à Paris et ensuite à Aubagne. Après avoir obtenu son baccalauréat au lycée Saint-Caprais, elle est repérée par le coach Victor Kanevsky, ce qui va lui permettre d'affiner son apprentissage à New York, où on lui donne l'occasion d'enseigner la danse sportive. Elle passe ainsi huit ans durant lesquels elle danse et enseigne la danse, pendant quatre ans à New York puis pendant quatre ans à Hong Kong,,,,.
En 2008, Candice Pascal est demi-finaliste au Asian Tour Open Professional Latine,,.
Elle signe ensuite un contrat de mannequin avec l'agence Tops Models HK à Hong Kong,,,.
De retour en France, Candice honore divers contrats artistiques, et devient finaliste au championnat de France professionnel en danses latines,.
Parallèlement, elle intègre une formation professionnelle de comédienne de 2010 à 2012, chez Acting International à Paris, et apparaît dans divers courts métrages, dont Memories, produit par Ohlala Pictures et réalisé par Aatish Basanta,,,.
Elle est principalement connue aujourd'hui pour sa participation à l'émission télévisée Danse avec les stars depuis 2011, durant laquelle elle a été la partenaire de danse d'André Manoukian, Philippe Candeloro, Christophe Dominici, Damien Sargue, Corneille, Olivier Dion, Florent Mothe, Agustín Galiana (avec qui elle a remporté la huitième saison), Vincent Moscato,,,,,, Hugo Philip, Gérémy Crédeville, Clémence Castel, James Denton et Frank Lebœuf.
Femme d'affaires avertie, Candice Pascal est, depuis 2009, directrice et actionnaire de la société Casaal Wine de Wine Trading à Hong Kong,,.
Elle est également ambassadrice pour les salles de sport Sun Form depuis 2011,,.
En 2019, elle est candidate dans l'émission de téléréalité de TF1 Je suis une célébrité, sortez-moi de là ! tournée en Afrique du Sud en février-mars 2019 puis diffusée durant l'été. Elle y défend l'association Les petits princes et termine à la 5e place du programme. Elle participe également au jeu Fort Boyard sur France 2 en 2019 avec pour coéquipiers Jeremstar, Candice Boisson, Sébastien Roch, Elsa Esnoult et Jérémy Raffin, en faveur de la fondation Tara Océan et 2022 avec Frédérick Bousquet, Hugo Manos, Alexia Laroche-Joubert, Guillaume Pley et Julien Fébreau.

### Danse avec les stars
À partir de 2011, Candice Pascal intègre l'équipe de danseurs professionnels de l'émission Danse avec les stars sur TF1, ce qui lui permet de se faire connaître du grand public français. Elle est la partenaire de danse :
- du musicien André Manoukian (saison 1, hiver 2011), avec qui elle termine huitième et dernière,
- du patineur artistique Philippe Candeloro (saison 2, automne 2011), avec qui elle termine deuxième,
- du rugbyman Christophe Dominici (saison 3, automne 2012), avec qui elle termine dixième et dernière,
- du chanteur Damien Sargue (saison 4, automne 2013), avec qui elle termine neuvième,
- du chanteur Corneille (saison 5, automne 2014), avec qui elle termine sixième,
- du chanteur Olivier Dion (saison 6, automne 2015), avec qui elle termine troisième,
- du chanteur Florent Mothe (saison 7, automne 2016), avec qui elle termine cinquième,
- du comédien Agustín Galiana (saison 8, automne 2017), avec qui elle gagne la compétition
- du rugbyman Vincent Moscato (saison 9, automne 2018), avec qui elle termine neuvième,
- du mannequin Hugo Philip (saison 10, automne 2019), avec qui elle termine huitième.
- de l’humoriste Gérémy Crédeville (saison 11, automne 2021), avec qui elle termine sixième.
- de l'aventurière Clémence Castel (saison 12, automne 2022), avec qui elle termine dixième.
- de l'acteur James Denton (saison 13, hiver 2024), avec qui elle termine sixième en quart de finale.
- du footballeur Frank Lebœuf (Saison 14, printemps 2025), avec qui elle termine neuvième.

## Vie privée
Lors d'une interview pour LD People en mars 2015, Candice Pascal annonce qu'elle est en couple, depuis fin 2013, avec le footballeur international français Clément Chantôme,,,. En avril 2022, elle a confié lors d'une interview à Jordan De Luxe pour TéléLoisirs ne plus être en couple avec Clément Chantôme et que « ça fait un petit moment » que leur histoire s'est terminée.
En juin 2023, Candice a dévoilé son nouveau compagnon Quentin Loyer, lors du Festival de la télévision de Monte-Carlo .

## Filmographie
- 2008-2010 : publicités pour Prada, Miu Miu, Toyota, Colgate, Bobbie Brown, Tiny Jewellry Box, 5 Stars Hotel, Win Hotel, etc. Agence de mannequin Tops Models HK à Hong Kong.
- 2012 : Memories, court métrage d'Aatish Basanta, production Ohlala Pictures.
- 2013 : publicité vidéo corporate, production Aelementworks.
- 2015 : Les Intrépides, court métrage de Nicolas Xavier.
- 2022 : Le Saut du diable 2 : Le Sentier des loups, téléfilm de Julien Seri.
- 2024 : Monsieur Aznavour, film de Grand Corps Malade et Mehdi Idir